# Heterocaryum laevigatum
Heterocaryum laevigatum là loài thực vật có hoa trong họ Mồ hôi. Loài này được (Kar. & Kir.) A. DC. mô tả khoa học đầu tiên năm 1846.